# Classe I-351
La classe I-351 (in lingua giapponese 伊三百五十一型潜水艦, I-351-gata sensuikan) fu una classe di sommergibili della marina imperiale giapponese, costruita durante le fasi finali della seconda guerra mondiale; delle sei unità inizialmente progettate, solo una venne completata ed entrò in servizio nel gennaio del 1945, delle altre una fu varata ma non completata e altre quattro mai iniziate.
Si trattava di grossi battelli subacquei adibiti al trasporto di carburante.

## Il progetto
La classe I-351 venne ordinata nell'ambito del 5º programma di ampliamento del 1942, al fine di fornire supporto agli idrovolanti della marina giapponese nelle zone prive di basi a terra o dove le navi appoggio idrovolanti non potevano operare. I battelli furono progettati per supportare fino a tre idrovolanti rifornendoli di carburante, munizioni, acqua ed eventualmente rimpiazzi per l'equipaggio.
Gli I-351 erano lunghi 111 metri fuori tutto, larghi 10,2 e con un pescaggio di 6,1 metri; il loro dislocamento raggiungeva le 3.512 t in superficie e le 4.290 t una volta immersi. La loro profondità operativa massima, alle prove, fu di 90 metri, mentre l'equipaggio del battello ammontava a 77 tra ufficiali e marinai, con posto per altri 13 rimpiazzi per gli equipaggi degli idrovolanti assistiti.
I battelli avevano una propulsione convenzionale, basata su due motori diesel da 3.700 bhp in totale per la navigazione in emersione, e due motori elettrici da 1.200 shp in totale per la navigazione in immersione; alle prove, gli I-351 raggiunsero una velocità massima in superficie di 15,75 nodi e in immersione di 6,3 nodi. L'autonomia in superficie, alla velocità di 14 nodi, era di 13.000 miglia nautiche, bastevole per almeno 60 giorni di operazioni.
L'armamento dei battelli verteva su quattro tubi lanciasiluri da 533 mm fissi a prua con quattro siluri in totale; per il combattimento in superficie era originariamente prevista l'installazione di un cannone da 140 mm Type 11, ma poiché il pezzo non fu disponibile durante la costruzione delle unità al suo posto vennero installati tre piccoli mortai da 81 mm Type 3. L'armamento antiaereo era basato su sette mitragliere da 25 mm Type 96, quattro in due impianti binati e tre in altrettanti impianti singoli.
La capacità di carico consentiva agli I-351 di imbarcare 371 t di carburante per aerei, 11 t di acqua fresca, e circa 60 bombe d'aereo da 250 kg o 30 bombe più piccole e 15 siluri per aerei; eventualmente quattro dei siluri trasportati potevano essere rimpiazzati con altrettanti ordigni di ricarica per i tubi del sommergibile.

## Unità
Tutte le unità realizzate furono assemblate nei cantieri dell'arsenale navale di Kure.
| Nome  | Varo           | Entrata in servizio     | Destino finale                                                                                    |
| ----- | -------------- | ----------------------- | ------------------------------------------------------------------------------------------------- |
| I-351 | 1944           | 28 gennaio 1945         | affondato dal sommergibile statunitense USS Bluefish il 14 luglio 1945 nel Mar Cinese Meridionale |
| I-352 | 23 aprile 1944 | mai entrato in servizio | affondato in un bombardamento aereo su Kure il 22 giugno 1945                                     |

Altre quattro unità furono pianificate ma mai impostate; la costruzione della prima di esse, designata I-353, fu cancellata nel 1943, quella delle altre nel 1942.